# Зла смрт 3: Армија таме
Зла смрт 3: Армија таме (енгл. Army of Darkness) или Армија мрака у неким дистрибуцијским преводима, је амерички хорор филм из 1992. године, режисера Сема Рејмија са Брусом Кембелом и Ембет Дејвиц у главним улогама. Директан је наставак Зле смрти 2: Мртви до зоре из 1987. године. Брус Кембел се по 3. пут нашао у улози Еша Вилијамса који је преживео претходна два филма. Од осталих ликова из претходна два дела, једино се Ешова девојка Линда на кратко приказује и тумачи је Бриџет Фонда.
И овај део је попут свог претходника, остварио већи успех од оригинала што је права реткост у свету хорор филмова. Имао је убедљиво највећи буџет од свих филмова, али је зато остварио и убедљиво највећу зараду од 21.500.000 долара. Радња филма се надовезује на претходни филм, па пошто је Еш на крају завршио у временском процепу који га је одвео средњи век, време дешавања радње је негде око 1300. године. Филм има и најизраженију комичну линију у односу на своја два претходника.
Филм је премијерно приказан 9. октобра 1992. у Сиџесу, док је у америчким биоскопима објављен 13. фебруара 1993. године. Добио је позитивне критике критичара, који су нарочито похвалили режију, хумор, визуелне ефекте и Кембелову глуму, али су критиковали светлији тон у поређењу са претходна два филма. Године 2015. године је са емитовањем почела ТВ серија Еш против злих мртваца, која представља наставак оригинална три филма. Серија се састоји од три сезоне са по десет епизода.

## Радња
Пошто га на крају претходног филма усиса временски процеп, отворен Некрономиконом, Еш Вилијамс завршава у времену око 1300. године, у средњовековној Енглеској. Да проблеми буду још већи оптужен је као помоћник противнику тадашњег краља Артура и осуђен на смрт. Уз помоћ мудраца, који зна да он једини може зауставити „злу смрт”, Еш успева да се спасе. Да би се вратио у своје време мора да пронађе Некрономикон, скривен на гробљу иза уклете шуме. Након много потешкоћа и сукоба са сопственим злим двојником, Еш успева да пронађе Некрономикон. Међутим да би смео да га узме, по речима мудраца морао је да изговори речи: „Клату, Верата, Никто”. Ипак, Еш није могао да се сети последње речи узео је Некрономикон и тиме бацио страшно проклетство на краљевство. Ослободио је Армију таме, која се спрема да уништи све живе људе и све претвори у њихову војску мртвих.

## Улоге
| Глумац            | Улога                  |
| ----------------- | ---------------------- |
| Брус Кембел       | Ешли „Еш” Вилијамс     |
| Ембет Дејвиц      | Шила                   |
| Маркус Гилберт    | Краљ Артур             |
| Ијан Аберкромби   | Мудрац                 |
| Ричард Гров       | Војвода Хенри „Црвени” |
| Тимоти Патрик Кил | Ковач                  |
| Мајкл Ирл Рејд    | „Златнозуби”           |
| Бриџет Фонда      | Линда                  |
| Патриша Толмен    | Поседнута вештица      |
| Тед Рејми         | ратник кукавица        |
| Ангела Федерстоун | девојка у С-марту      |

## Реакције
IMDb га је оценио са 7,6/10, што је нешто боље од 1. дела и нешто слабије од 2. На веб страници Rotten Tomatoes има знатно слабију оцену — 72%, што је изненађујуће, пошто је далеко испод оцена оба претходна филма. Ипак остварио је највећу зараду и омиљен је код великог броја публике, због чега су уследиле серије бројних стрипова и фан-филмова, у којима се Еш бори против зле смрти у неком другом времену или чак против негативаца из других франшиза, попут Фредија Кругера или Џејсона Ворхиса.